# Пилипченко Дмитро Олексійович
Дмитро́ Олексі́йович Пили́пченко (* 1 жовтня 1906 м.Тараща Київщина  — † 31 липня 1944 м. Долина Івано-Франківська область) — Герой Радянського Союзу (посмертно) (1945). Стрілець 145-го гвардійського стрілецького полку 66-ї гвардійської стрілецької дивізії Першого Українського фронту, гвардії рядовий.

## Життєпис
Народився 1 жовтня 1906 року в місті Тараща (нині Київської області) в селянській родині. Українець. Безпартійний. Закінчив школу, працював чоботарем, а потім інструктором-вихователем в дитячому будинку.
Як тільки гітлерівців вигнали з Таращі, Пилипченко разом з іншими земляками прибув до військкомату. Його зарахували до лав захисників рідної землі. Високий та плечистий боєць виділявся серед товаришів. Він вмів знаходити вихід за складних обставин бою, проявляв ініціативу, захоплював інших особистим прикладом.
Відважно діяв гвардії рядовий Пилипченко у складі стрілецької роти. Солдати, які щойно прибули до роти, почували себе впевненіше поруч з бувалим бійцем. Пилипченко вмів впливати на своїх товаришів вдалим зрозумілим словом.
Три місяці Пилипченко брав участь у неперервних боях з гітлерівцями, за цей час прокрокував у складі роти правобережною Україною, а потім брав активну участь у штурмі ворожих оборонних споруд в Карпатах.
Протягом одного зі складних боїв Пилипченко серед перших ввірвався у траншеї ворога. Влучним пострілом з автомата він знищив команду ворожого станкового кулемета, що не давала радянським бійцям розвинути атаку. Захопившись першим успіхом та відірвавшись від своїх, Пилипченко опинився в гущі гітлерівців. Вони намагалися захопити відважного воїна живим.
Пам'ятаючи закони гвардії, не здаватися ворогові ні за яких обставин, мужній воїн заліг в частині окопу і відстрілювався до останнього патрона. Зала лишався ще один засіб — чотири гранати приготованих до кидка. Підпускаючи ворогів ближче, Пилипченко вражав їх точними попаданнями гранат. Навколо нього полягли десятки ворогів. Після використання останньої гранати, здавалося що загибелі не уникнути, коли раптом почулися дружні вигуки «Ура!». Це йшли на виручку бійці його роти.
Під час наступу на станицю Ворона Івано-Франківської області, 25 липня 1944 року станковий кулемет ворога не давав можливості радянським підрозділам рухатися вперед. Гвардії рядовий Пилипченко підповз зненацька до ворожого кулемету і знищив його команду, даючи можливість роті оволодіти станцією Ворона. Крім того, сміливий солдат Пилипченко, захопив і привів до місця розташування роти двох полонених гітлерівців.
27 липня 1944 року в жорсткому бою за володіння шосейною дорогою Красне — Долина радянські війська натрапили на схований у засаді ворожий танк «тигр», що своїм вогнем примусив атакуючих залягти. Пилипченко зненацька підібрався до танка і підірвав його зв'язкою гранат, а потім відкрив вогонь по танкістам, що вилазили з палаючого танку. Очоливши інших бійців, Пилипенко захопив дві важкі гармати та сім автомашин зі снарядами.
31 липня 1944 року тривав жорсткий бій за місто Долину. В перших рядах був гвардієць Дмитро Пилипченко. Очолюючи бійців роти, він потрапив під ворожий вогонь і загинув смертю хоробрих. Похований в місті Долина.
Указом Президії Верховної Ради СРСР від 24 березня 1945 року за сміливі та рішучі дії в атакуючих боях, в ході яких була знищена кулеметна обслуга, екіпаж ворожого танку і захоплений танк, гвардії рядовому Пилипченку Дмитру Олексійовичу посмертно надано звання Героя Радянського Союзу. Нагороджено орденом Леніна.

## Пам'ять
Іменем героя була названо школу в місті Долина.